# Driffield
Driffield ist eine Kleinstadt in der englischen Unitary Authority East Riding of Yorkshire. Sie befindet sich in den Yorkshire Wolds und wird oft auch als deren Hauptort bezeichnet. Driffield besaß bei der Volkszählung im Jahre 2001 11.477 Einwohner.

## Einrichtungen
Driffield besitzt ein Krankenhaus, ein Feuerwehrhaus sowie eine Polizeistation. Es bestehen mehrere Kirchen, von denen die All Saints Parish Church die größte ist.
Es existiert eine Grundschule sowie eine weiterführende Schule. Die nächste Privatschule ist die Woodleigh School in North Yorkshire.

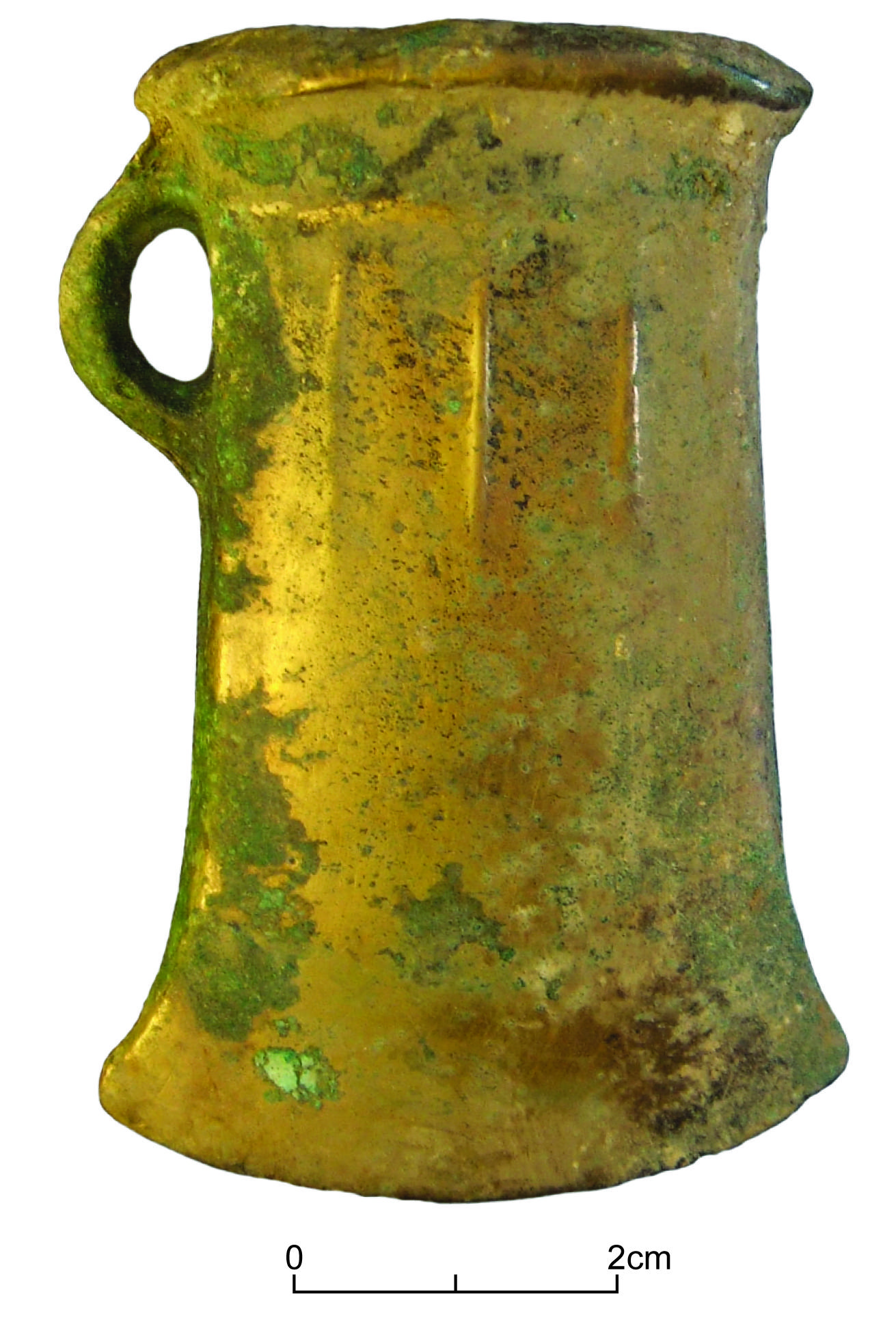
Beil aus dem Hord

Bis 2001 wurde in der Stadt regelmäßig ein Viehmarkt abgehalten; diese Tradition wurde dann jedoch wegen der Maul- und Klauenseuche abgebrochen und seither nicht wieder aufgenommen.
Die Stadt ist Gastgeber der landesweit größten eintägigen Landwirtschaftsmesse, der Driffield Steam And Vintage Rally. Hier werden historische Fahrzeuge und Maschinen ausgestellt, außerdem werden verschiedene alte Arbeitsweisen wie das Pflügen und Dreschen vorgeführt.
Hier wurde der bronzezeitliche Driffield Hoard gefunden.

## Städtepartnerschaft
- Saint-Affrique, Frankreich

## Verkehr
Driffield kann über den Hull und den Driffield Navigation auf dem Wasserweg erreicht werden. Die Stadt befindet sich an der A614 (Nottingham–Bridlington), der A166 nach York, der A164 nach Beverley sowie der B1249 in Richtung Scarborough. Driffield besitzt des Weiteren einen Bahnhof an der Yorkshire Coast Line von Kingston upon Hull nach Scarborough.
Driffield ist seit Mitte August 2009 am HSDPA-Netz angeschlossen.

## Persönlichkeiten
- Martin Shaw (* 1947), Soziologe und Professor für Internationale Beziehungen